# Polissoir de Trézon
Le « polissoir » de Trézon ou pierre écrite de la lande de Trézon est une pierre à gravures situés près de Monteneuf, dans le Morbihan en France. Il n'est pas démontré qu'il s'agisse d'un polissoir.

## Description

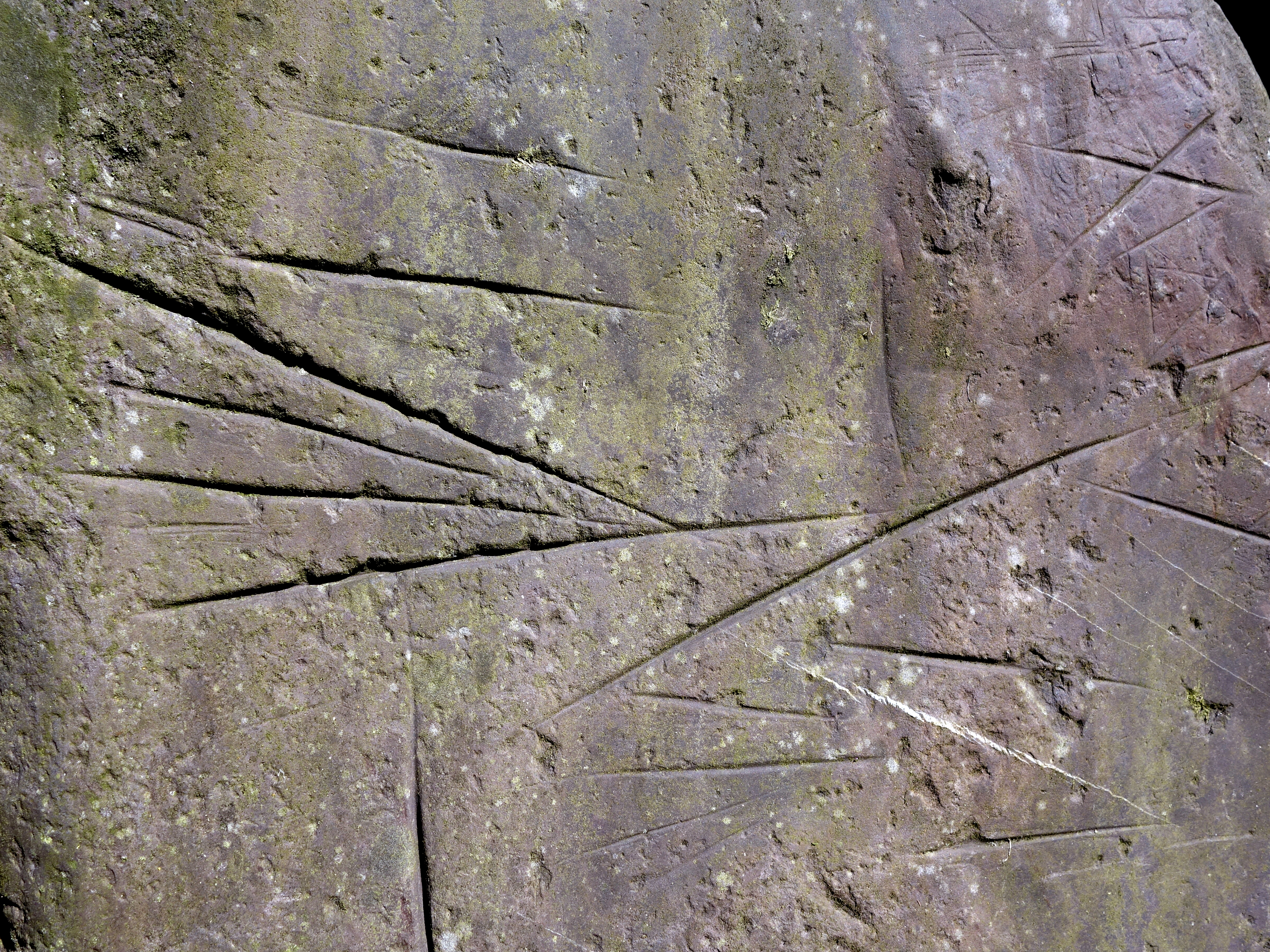
Rainures sur la surface de la pierre.

La pierre a été découverte en 1909 à proximité du hameau de Trézon, dans une excavation, la face gravée contre terre, puis transportée dans une propriété privée. La pierre est  un bloc de grès violacé à inclusion de quartzite blanche de 1,5 m de long, pour 0,7 m de largeur et 0,3 m d'épaisseur. Il comporte trois zones parfaitement polies : l'un arrondi sur un bord, un second plat et un troisième légèrement concave. Il est par ailleurs recouvert de rainures très fines et très courtes, la plupart de dépassant pas quelques centimètres, les plus grandes atteignent 200 à 300 mm  de long pour une largeur et une profondeur ne dépassant jamais 5 à 6 mm. Les rainures sont parfois parallèles, parfois croisées.
Pour Louis Marsille, ces rainures sont trop fines pour correspondre à celles résultant d'un polissage de haches en pierre.